# Uwe Jochum
Uwe Jochum (* 16. Januar 1959 in Heidelberg) ist ein deutscher Bibliothekar.

## Leben
Er studierte Germanistik und Politikwissenschaft in Heidelberg und wurde 1987 an der Universität Düsseldorf promoviert. Das Bibliotheksreferendariat absolvierte er von 1987 an der Universitätsbibliothek Heidelberg und an der Fachhochschule für Bibliotheks- und Dokumentationswesen in Köln. Seit 1988 arbeitete er als wissenschaftlicher Bibliothekar. Er war Fachreferent für allgemeine Literaturwissenschaft, Anglistik, Amerikanistik, Germanistik, Musik, Philosophie und Theologie an der Universitätsbibliothek Konstanz.

## Positionen
Ein Arbeitsschwerpunkt von Jochum ist die Bibliotheksgeschichte. Er ist Mitherausgeber des Jahrbuchs für Buch- und Bibliotheksgeschichte. Als Verteidiger der traditionellen Buchkultur hat er sich zugleich als Gegner von Open Access einen Namen gemacht. Als Gastautor der Achse des Guten artikulierte er 2020 und 2021 wiederholt Kritik an den Corona-Maßnahmen der Bundesregierung. Seit 2023 schreibt er als Gastautor Beiträge für die Sezession und veröffentlicht Bücher im Verlag Antaios. Er ist regelmäßiger Gast bei Sendungen von Kontrafunk. Dort sprach er u.a. von einem "Zensurregime" in deutschen Bibliotheken und verglich deren Arbeit mit ihrem Wirken während des NS-Staats.

## Schriften (Auswahl)
- Die Entdeckung der Zeit. Zur Wiederkehr der Ontologie bei Mörike. Verl. Die Blaue Eule, Essen 1988, ISBN 3-89206-266-8.
- Bibliotheken und Bibliothekare 1800-1900. Königshausen & Neumann, Würzburg 1991, ISBN 3-88479-599-6.
- Die Idole der Bibliothekare. Königshausen & Neumann, Würzburg 1995, ISBN 3-8260-1046-9.
- Kritik der neuen Medien. Ein eschatologischer Essay. Fink, München 2003, ISBN 3-7705-3892-7.
- Kleine Bibliotheksgeschichte. 3. Auflage. Reclam. Stuttgart 2007, Nachdruck 2013. ISBN 978-3-15-017667-2.
- Die Sendung des Paulus. Politik der Umkehr. Schöningh, Paderborn 2008, ISBN 978-3-506-76549-9.
- „Open Access“. Zur Korrektur einiger populärer Annahmen. Wallstein, Göttingen 2009, ISBN 978-3-8353-0618-9.
- Geschichte der abendländischen Bibliotheken. Wissenschaftliche Buchgesellschaft, Darmstadt 2010, ISBN 978-3-534-17305-1.
- Medienkörper. Wandmedien – Handmedien – Digitalia. Wallstein. Göttingen 2014, ISBN 3-8353-1543-9.
- Bücher. Vom Papyrus zum E-Book. Zabern. Darmstadt 2015, ISBN 3-8053-4877-0.
- „Open Access“ und die Zukunft freier Wissenschaft. In: Erziehungswissenschaft. 2018, S. 19–28, doi:10.25656/01:16161, urn:nbn:de:0111-pedocs-161618 (pedocs.de [abgerufen am 26. Januar 2022]).
- In der Mitte der Zeit. Die neue Chronologie des Lebens Jesu. Georg Olms. Hildesheim 2021, ISBN 3-487-08639-5.
- Lesezeug. Das Buch zum Buch. Winter, Heidelberg 2021, ISBN 978-3-8253-4900-4.
- Landnahme. Ein Essai. Karolinger, Wien 2022, ISBN 978-3-85418-212-2.